# Блэк, Кэти
Кэти Блэк (англ. Cathie Black) — американский издатель, президент компании Hearst Magazines, одного из крупнейших в мире издательств, специализирующегося на популярных ежемесячных журналах (Cosmopolitan, Esquire, Harper’s Bazaar и др.). Автор бестселлера Basic Black: The Essential Guide for Getting Ahead at Work and in Life (в русском издании «Черным по белому: Секреты успеха, о которых молчит твой босс»), увидевшего свет в октябре 2007 г. Суммарный тираж всех изданий книги на сегодняшний день насчитывает 166,000 экземпляров.

## Биография
Родилась 26 апреля 1944 г. в Чикаго, США.
В 1966 г. закончила «Тринити Колледж» (Trinity College, Washington, D.C.).
К. Блэк начинала карьеру сотрудником отдела по продаже рекламы в американских журналах. Известность пришла к ней в 1979 г., когда она возглавила руководство издательства еженедельного журнала New York- путеводителя по миру развлечений Нью-Йорка. Затем, начиная с 1983 г. в течение 8 лет Блэк руководила издательством крупнейшей американской общенациональной ежедневной газеты USA TODAY, а с 1991 г. по 1995 г. занимала пост президента Ассоциации Газет США (англ. Newspaper Association of America).
С 1995 г. К.Блэк является президентом американского издательского дома Hearst Magazines, издающего такие ежемесячные журналы, как Cosmopolitan, Marie Claire, Esquire, Good Housekeeping, Harper’s Bazaar, Popular Mechanics, O, The Oprah Magazine и др. В общей сложности, Hearst Magazines владеет правами на издание 15 глянцевых журналов, которые выходят более чем в 100 странах мира. К.Блэк также входит в состав Совета директоров таких американских корпораций, как Coca-Cola Company и IBM.
К. Блэк — автор вышедшего в 2007 г. бестселлера Basic Black: The Essential Guide for Getting Ahead at Work and in Life (в русском переводе «Черным по белому: Секреты успеха, о которых молчит твой босс»). Эта книга заняла 1-е место в рейтинге Business Books List по версии газеты Wall Street Journal в ноябре 2007 г. и 3-е место в рейтинге Business Books List по версии газеты The New York Times также в ноябре 2007 г. Книга переведена на 12 языков и издана в 12 странах.

## Список произведений
- Cathie Black Basic Black: The Essential Guide for Getting Ahead at Work (and in Life). — New York, Crown Business, 2007. ISBN 978-0-307-35110-4
- Кэти Блэк Черным по белому: Секреты успеха, о которых молчит твой босс. — М.: Издательство Альпина Нон-фикшн, 2008 г. ISBN 978-5-9614-0795-2